# D.C. 다카포 II
D.C. 다카포 II(일본어: D.C.II 〜ダ・カーポII〜)는 일본 서커스사의 18금 연애 시뮬레이션 게임으로 'D.C. 다카포'의 후속작이다.
2007년과 2008년에는 D.C. 다카포 II, D.C. 다카포 II 세컨드시즌으로 애니화되었다.

## 같이 보기
- D.C. 다카포
- D.C. 다카포 걸스 심포니